# 오스탄키노궁

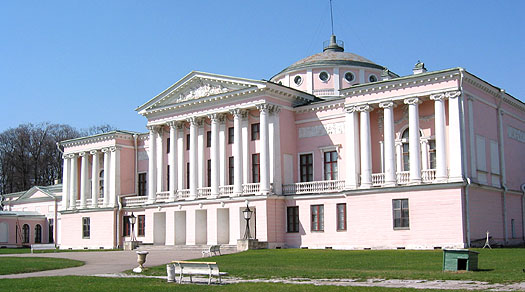
오스탄키노 궁전(2006)

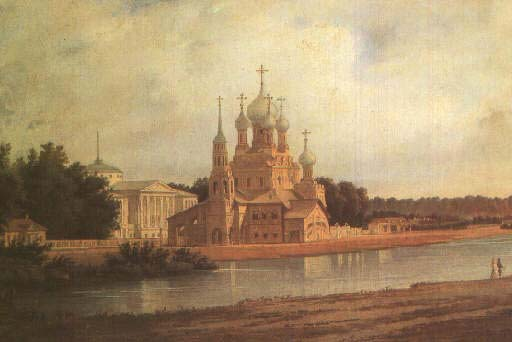

오스탄키노궁은 전 러시아 왕조의 여름 별장이었다. 원래는 모스크바에서 북쪽으로 조금 떨어져 있지만 지금은 모스크바의 북동쪽 자치구에 속한다.
오스탄키노라는 지명은 16세기 최초로 역사에 등장하였다. 스첼라로프 백작(V.Y. Shchelkalov)이 머물던 차에 인근 지방이 발전에 박차를 가하게 되었다. 목재 건물을 비롯해 연못도 그때 생겼다. 17세기 왕가의 일원이었던 체르카스키(Tcherkassky)에 소유권이 넘어갔으며 그가 1678-1692년에 걸쳐 대대적인 외부 공사에 착수하여 화려한 장식을 가미하였다.
체르카스키의 상속녀는 1743년 보리스 쉐레메테브와 결혼하였고 오스탄키노로 그가 오면서 쉐레메테브 가(家)로 소유권이 이전되었다. 현재의 분홍빛 목재 궁전 모습은 1791-1798년에 니콜라이 쉐레메테브 백작이 명한 것으로서 신고전주의 건축양식을 표방하였다.
가장 파격적인 특징은 공간은 극장으로서 쓰였다는 점이다. 여전히 영세한 오페라 가수를 위해 쓸 수 있는 곳이다. 영국식 분위기가 풍기는 것으로도 알려져 있는 궁전은 18세기 건축되었던 양식을 거의 그대로 보존하고 있다.

## 같이 보기
- 도다이지